# موين (دشتابي الشرقي)
موين (بالفارسية: موین) هي قرية تقع في إيران في قسم دشتابي الشرقي الريفي. يقدر عدد سكانها بـ 553 نسمة .